# Kommando
En kommando er en overordnet del af en militær organisation.
I Danmark findes nu Værnsfælles Forsvarskommando (VFK) og Hjemmeværnskommandoen (HJK). Frem til 2014 fandtes tillige Hærens Operative Kommando (HOK) for Hæren, Søværnets Operative Kommando (SOK) og Arktisk Kommando for Søværnet samt
Flyvertaktisk Kommando (FTK) for Flyvevåbnet, og frem til 2006 yderligere tre materielkommandoer: Hærens Materielkommando (HMAK), Søværnets Materielkommando (SMK) og Flyvematerielkommandoen (FMK). De var alle underordnet Forsvarskommandoen.
Begrebet kommando findes også i udlandet – fx havde Royal Air Force en Bomber Command under 2. verdenskrig.